# Zygaena osterodensis
Zygaena osterodensis là một loài bướm đêm thuộc họ Zygaenidae. Nó được tìm thấy ở continental Europe.

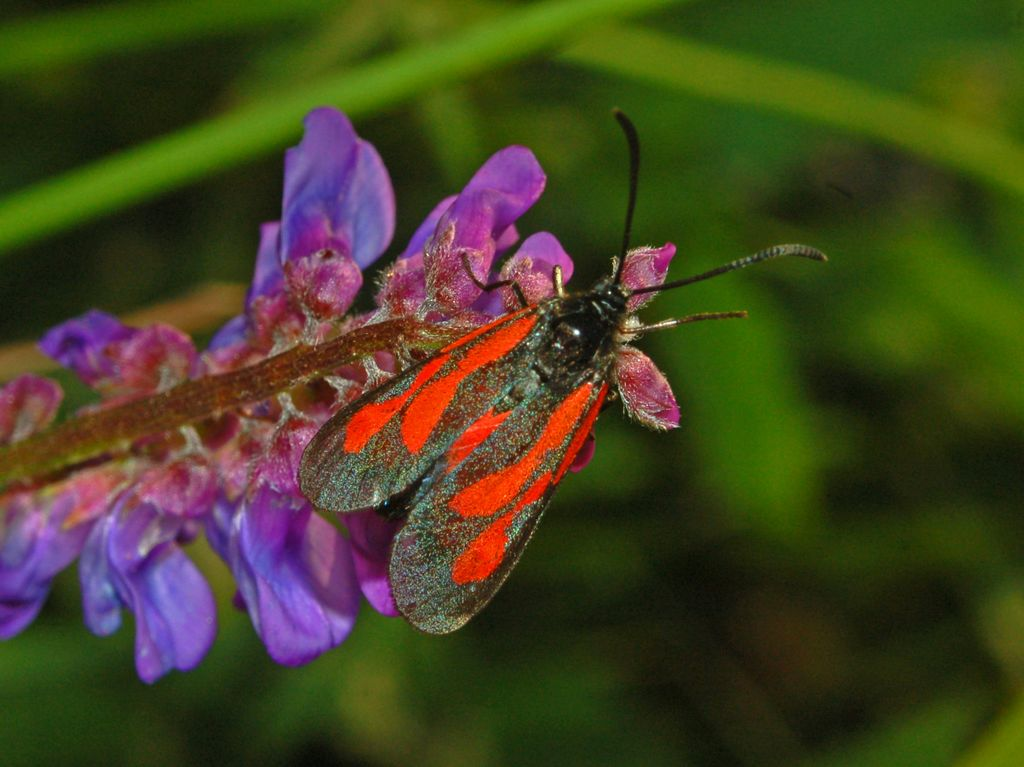
Zygaena osterodensis on Vicia cracca

Sải cánh dài khoảng 35 mm. Con trưởng thành bay vào tháng 6 and tháng 7. They fly during the day.
Ấu trùng ăn Vicia cracca, Lathyrus vernus.

## Hình ảnh

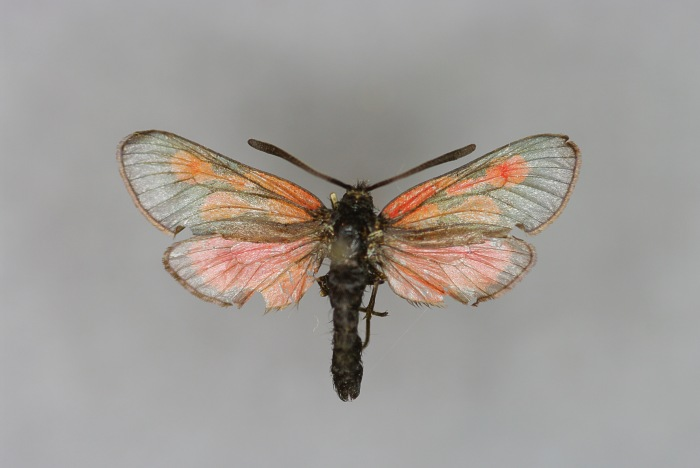
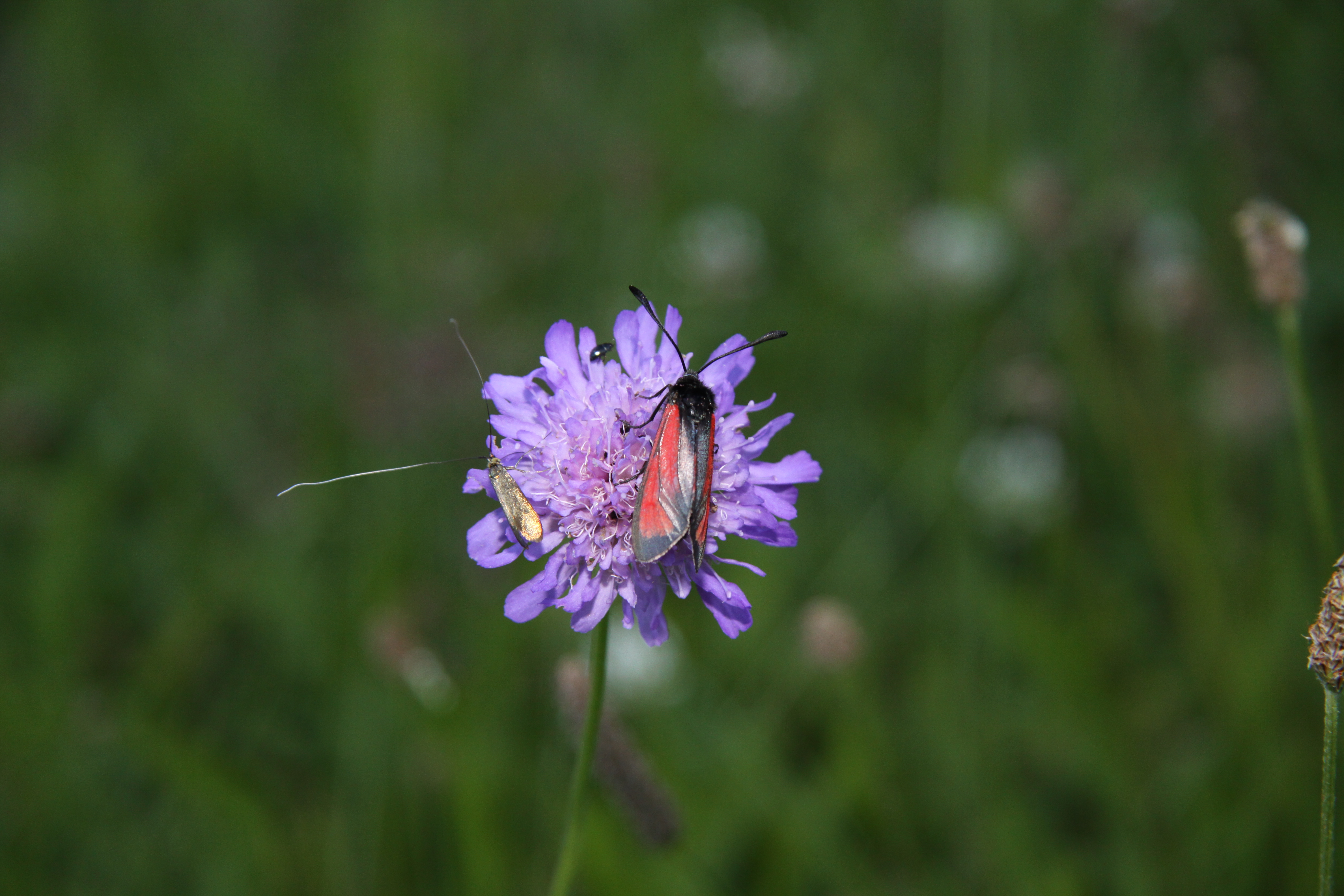
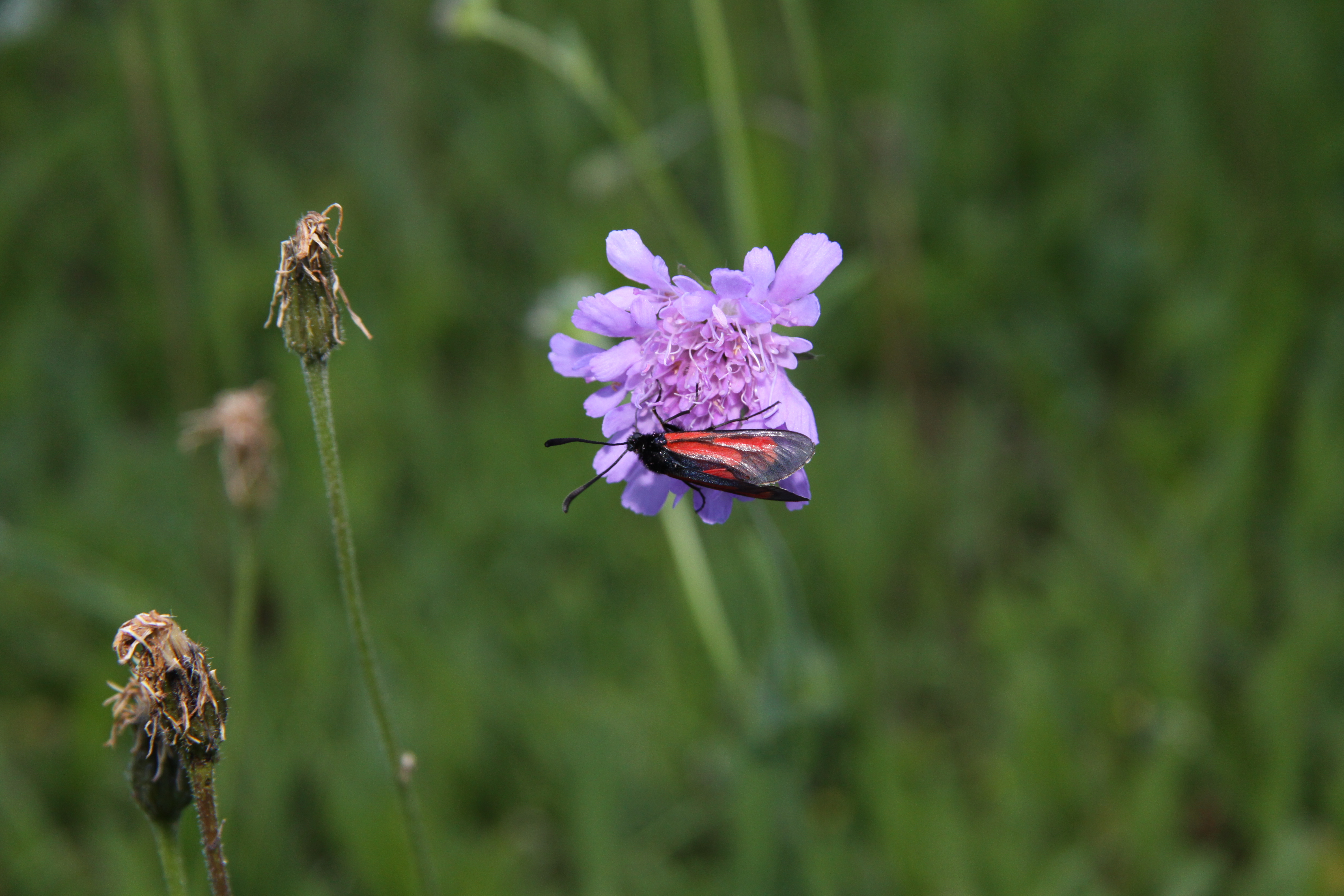
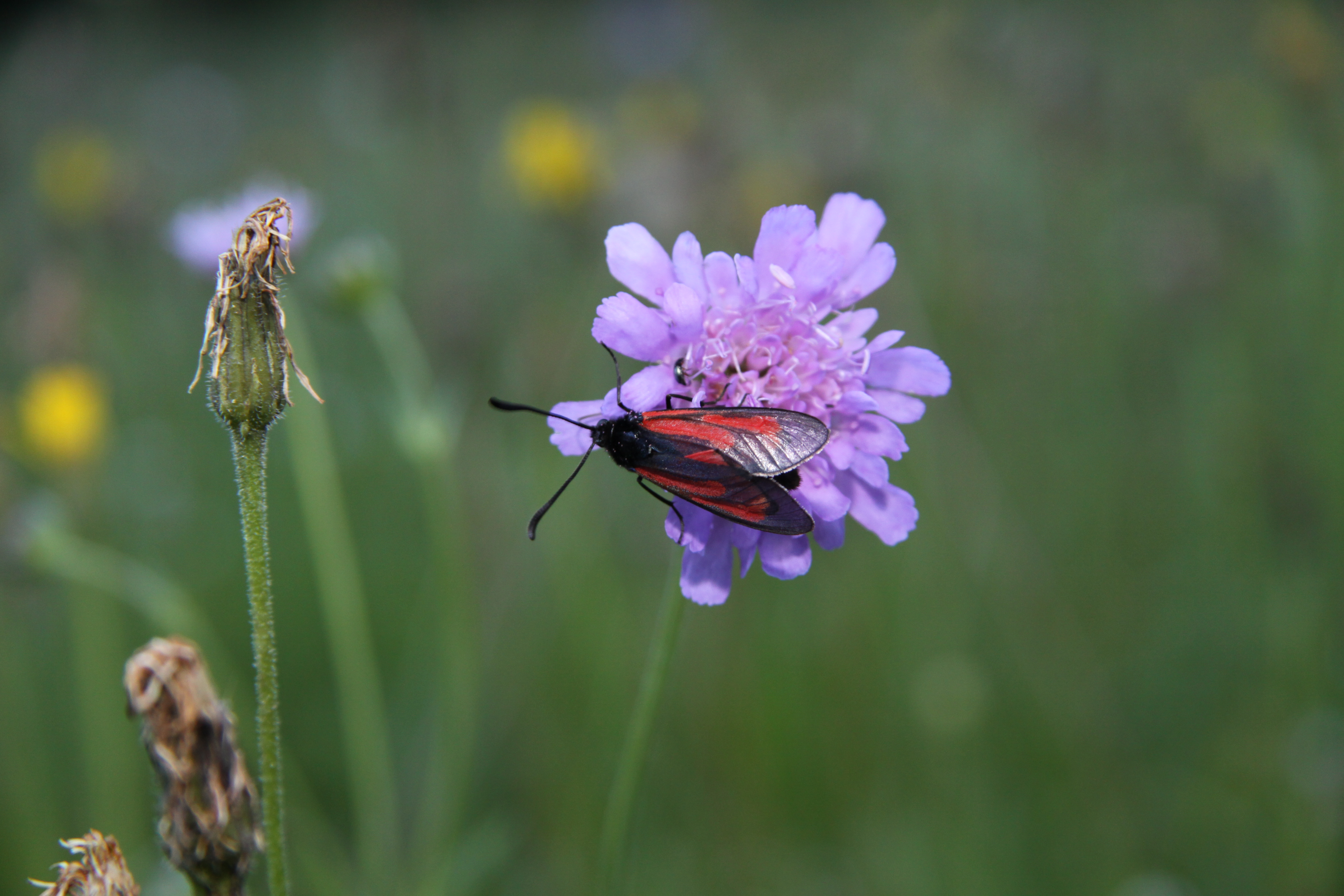

## Phụ loài
- Z. o. osterodensis Reiss, 1921
- Z. o. valida Burgeff, 1926
- Z. o. mentzeri G. & H. Reiss, 1972
- Z. o. validior (Burgeff, 1926)
- Z. o. koricnensis Reiss, 1922